# NGC 1696
NGC 1696 ist die Bezeichnung eines offenen Sternhaufens im Sternbild Dorado. Das Objekt wurde am 2. November 1834 von John Herschel entdeckt.